# 潘婉芬
潘婉芬（英語：Sandy Phan-Gillis，1950年—），又名桑迪·潘-吉利斯，是一名華裔美國人，以女商人身份长期在中国从事间谍活动。出生于越南，祖籍中國大陸，是歸化的美國公民。2015年3月在随德克萨斯州休斯敦商业代表团访问中国时被捕。于2017年被中国以间谍罪判处三年半徒刑并驱逐出境。

## 生平
潘婉芬出生在越南的一个华裔家庭，她十几岁时乘难民船逃离并定居在美国。她曾为对中国客户和投资感兴趣的休斯敦企业以及对德克萨斯州感兴趣的中国企业担任顾问，并且经常前往中国南方城市。曾任休斯敦-深圳姊妹城市協會主席，並從事中美商業諮詢活動。
2015年3月潘婉芬随德克萨斯州休斯敦贸易代表团访问中国，在前往澳門時以“盗窃国家机密”的罪名遭拘押。
2015年3月21日，在潘婉芬被逮捕的第二天，美国驻广州总领事馆的政府人员看望了潘婉芬，随后每月进行探访提供领事协助。其丈夫杰夫·吉利斯(英語：Jeff Gillis)坚决否认这些指控，并在美国发起“拯救桑迪”的网站和脸书相关活动。
2016年9月，美国会跨党派委员会敦促总统奥巴马在访华并出席杭州G20峰会时公开表态希望释放美国公民潘婉芬，另外美国国务院更是直接通过媒体向中国政府表态，其会紧密关注潘婉芬的动态。
2017年3月，美国国务卿蒂勒森在访问北京时曾就确保潘婉芬的释放进行谈判。
2017年4月被南宁法院檢方指控在1995到1998年期間，在中美兩國「從事危害中國國家安全的活動」，并試圖招募在美國生活的中國人，為一個「外國間諜組織」工作，判处三年半有期徒刑，且永久驱逐出境不得踏入中国领土。潘婉芬在庭審現場對間諜罪的指控表示認罪不會上訴，随即从广州返回美国和家人团聚。据华尔街日报报道，中美官员在筹备本月早些时候的海湖庄园“川习会”时曾讨论过潘婉芬案件。

## 外部連結
- 拯救潘婉芬（桑迪）脸书页面
- 拯救潘婉芬（桑迪）官网存档